# Deliciosamente amoral
 Deliciosamente amoral es una película argentina filmada en colores dirigida por Julio Porter según su propio guion escrito en colaboración con César Tiempo, estrenada el 27 de febrero de 1969 y protagonizada por Libertad Leblanc, Guillermo Bredeston, Myriam de Urquijo y Rodolfo Onetto. 

## Sinopsis
Una mujer que vive una doble vida bajo el amparo de su madre busca alcanzar sus propósitos sin importarle los medios.

## Reparto
Colaboraron en el filme los siguientes intérpretes:
- Libertad Leblanc
- Guillermo Bredeston
- Myriam de Urquijo
- Rodolfo Onetto
- Roberto Airaldi
- Guillermo Battaglia
- Héctor Méndez
- Maurice Jouvet
- Horace Lannes
- Osvaldo Brandi
- Zaima Beleño
- Daniel Riolobos
- Juan José Míguez
- Pochi Grey
- Carlos Fioriti
- Nelly Prono
- Lalo Malcolm

## Comentarios
Clarín dijo:

«Porter logra un film de intenso acercamiento a la sensibilidad del público que se muestra ampliamente receptivo a las alternativas del drama.»

La Nación opinó:

«La adaptación cinematográfica, por tener que alejarse de una acción dramática ceñida al texto, desplazó hacia...Libertad Leblanc todo el interés (visual) recurso no muy lícito, pero...recurso al fin.»

Jaime Potenze escribió en La Prensa:

«Sería interesante saber si un film que relata las andanzas de una prostituta cuyo novio es retardado, su presunto padre vive emborrachándose, su madre administra las salidas de su hija con hombres generosos y maduros que la ayudan, entre los que se cuenta hasta un subsecretario de ministerio, y donde aparece una módica orgía, está dentro de ese estilo que se busca implantar por decreto en el cine nacional.»

## Galería

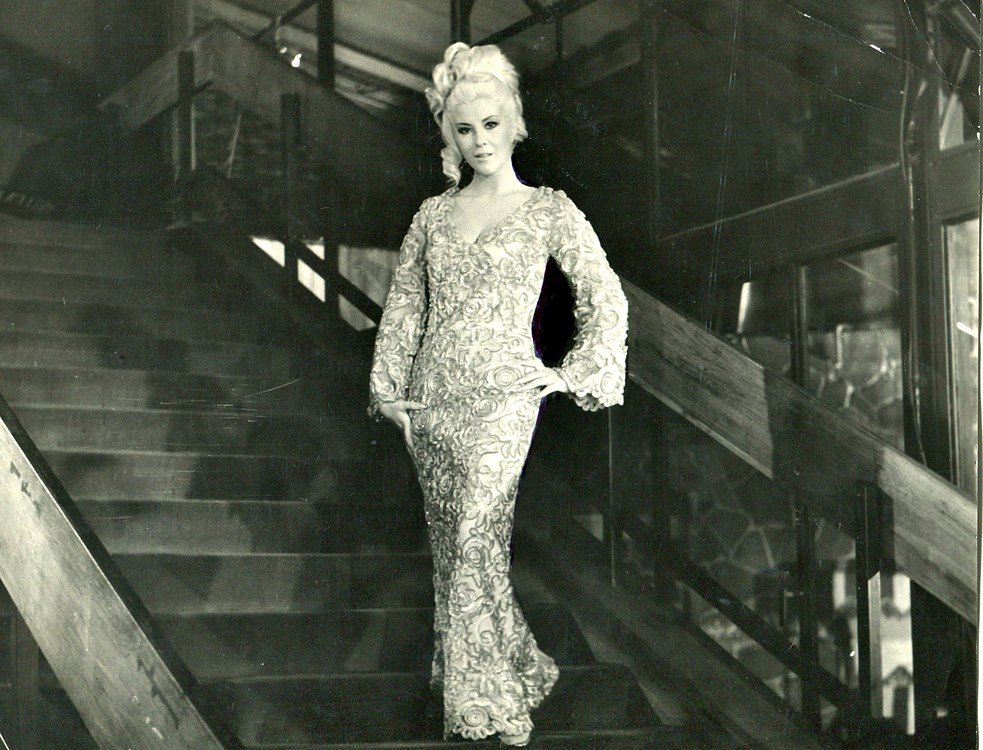
Libertad Leblanc en la película
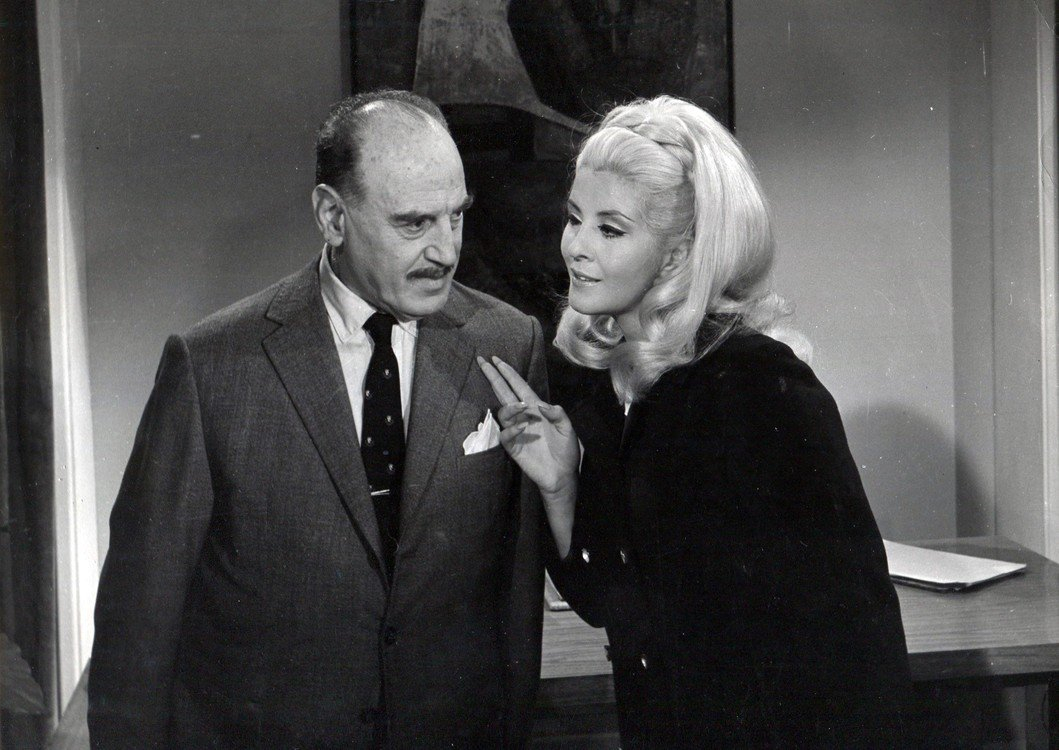
Leblanc y Guillermo Battaglia en la película
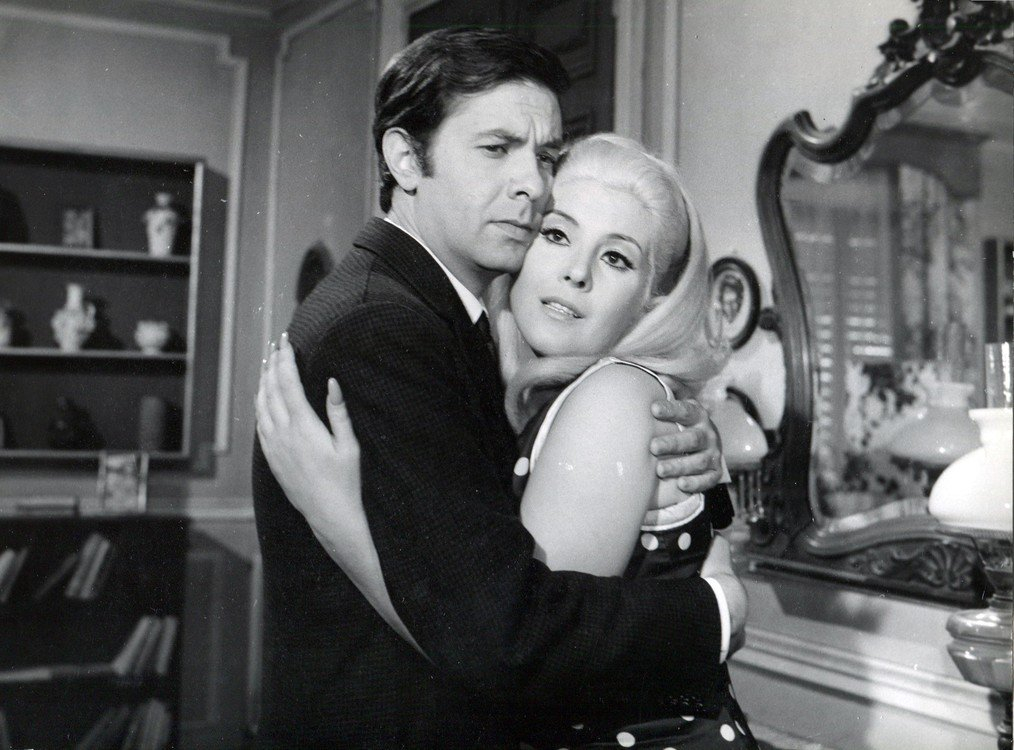
Leblanc y Guillermo Bredeston en la película
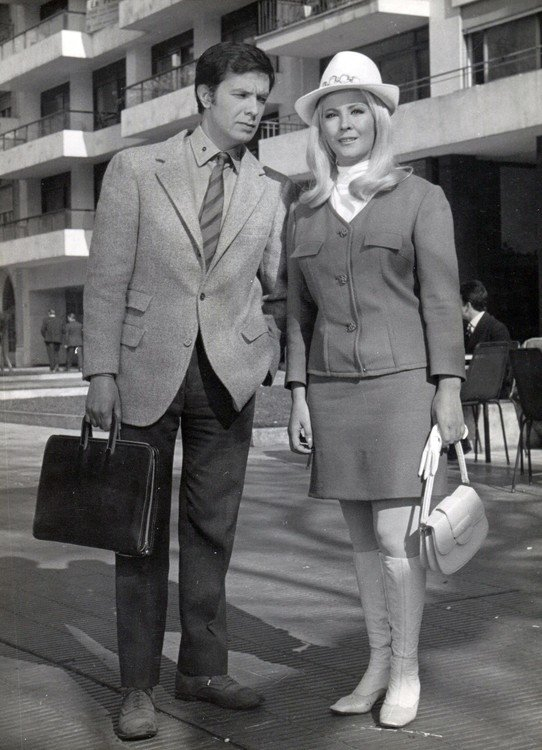
Leblanc y Bredeston en la película
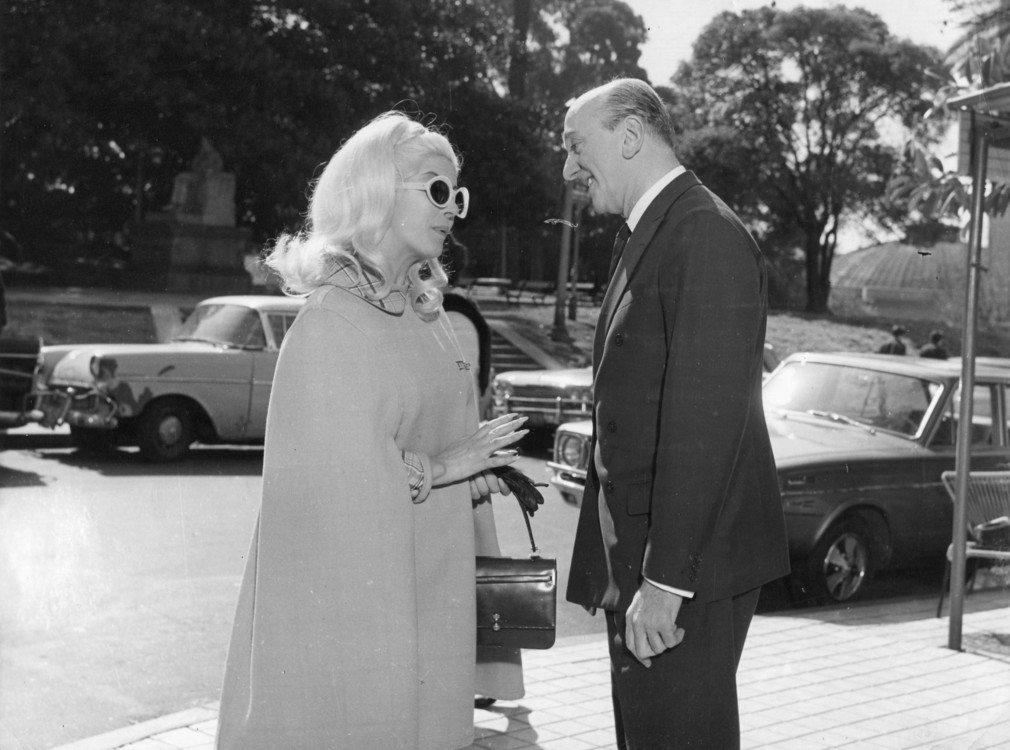
Leblanc y Héctor Méndez en la película
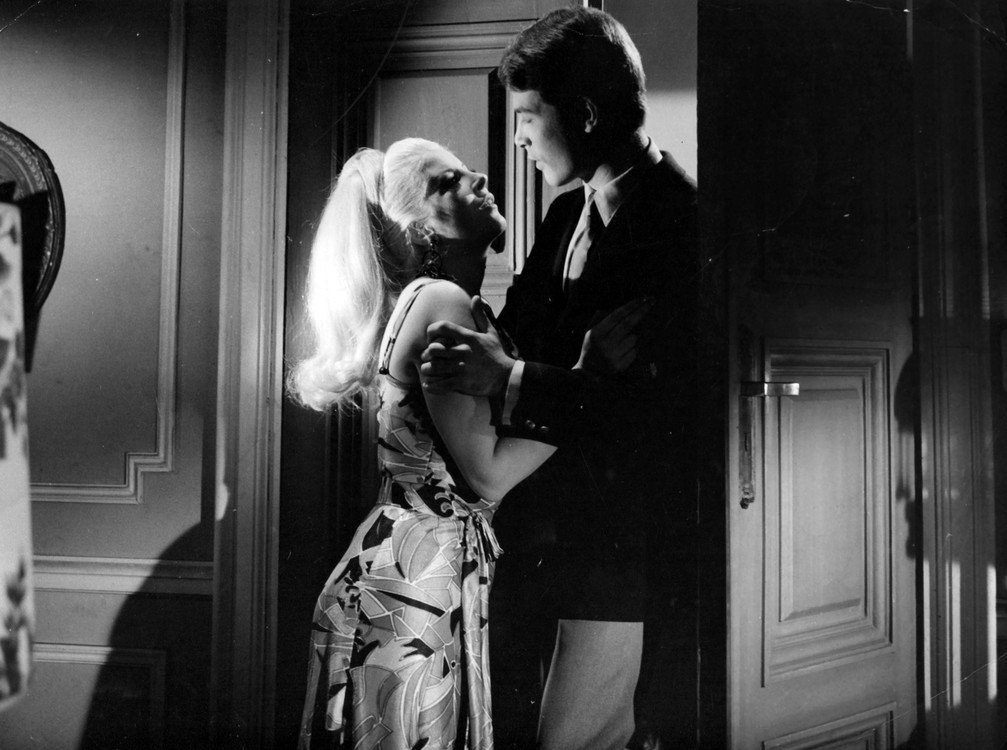
Leblanc y Osvaldo Brandi en la película